# Munhoz de Melo
Munhoz de Melo est une municipalité brésilienne située dans l'État du Paraná.